# 有話好說
《有話好說》（英語：PTS Talk）是臺灣公共電視台的談話性節目，2008年3月3日開播，2025年5月29日停播。主持人為史英、陳信聰、張志雄、葉明蘭。討論題目涵蓋政治、經濟、人權、社福、弱勢、軍事、教育等類別。

## 重大事件
2008年3月3日，公視新聞大改版，每天19點整至20點整首播《有話好說》，陳信聰擔任製作人，分為每週一至週五首播的〈時事論壇〉、每週六首播的〈NGO觀點〉與每週日首播的〈南部開講〉，三大區塊分別由人本教育文教基金會董事長史英、勵馨社會福利事業基金會執行長紀惠容、地球公民協會執行長李根政擔任第一代主持人。
2012年5月28日，公視新聞大改版，《有話好說》播出時間改為每週一至週三20點整至21點整，《有話好說－NGO觀點》播出時間改為每週四20點整至21點整，《有話好說－南部開講》播出時間改為每週五20點整至21點整。2012年中，《NGO觀點》與《南部開講》均成為獨立節目，不再以《有話好說》名義播出。
2013年5月6日，《有話好說》首次與《天下雜誌》合作，《天下雜誌》總主筆何榮幸首次出席《有話好說》現場對談。2013年6月26日，《有話好說》錄影播出中國維權運動人士陳光誠本月訪問台灣期間唯一電視專訪，另一位中國維權運動人士胡佳同時透過視訊連線與陳光誠對談。
2017年9月14日，有話好說播出〈斷開魂結？讚嘆師父？妙天、妙禪與宋七力！〉，引發不少媒體持續關注報導。
2021年3月22日，中華電視公司與公共電視文化事業基金會為準備華視新聞資訊台上架52頻道案件，將兩台共同製作的節目在華視新聞資訊台播出，包括獨立特派員、我們的島、台灣記事簿。《有話好說》節目播出時長縮短為50分鐘。
2021年12月全國性公投，有話好說自辦公投辯論會，並與台灣科技媒體中心、台灣科學媒體協會合作，針對辯論內容整理及資料查核推出系列文章。
2022年2月15日，有話好說發行NFT，同日播出NFT專題節目。
2022年9月29日，陳信聰自主持位引退。並於隔日晚上直播說明，主持人由張志雄接手。
2025年5月29日，節目播畢停播。

## 製作
2016年在陳信聰擔任製作人和主持期間，曾就同性婚姻合法化議題邀請了持各方立場的人士在三集節目中進行訪談。
2016年資深製作人屠乃瑋加入團隊成為共同製作人

## 獲獎紀錄
| 年份   | 獲提名             | 獎項 | 結果 |
| ------ | ------------------ | --- | ---- |
| 2008年 | 陳信聰《有話好說》 | 中華民國內政部主辦「第五屆優質新聞評選活動」電視新聞專題類〈可以不愛·不要傷害－好聚好散不暴力，無恨愛情最美麗〉 | 獲獎 |

## 資料來源
1. ↑  公共電視新聞稿. . 2013-06-26  [2013-07-13]. （原始内容存档于2016-03-04）.
2. ↑  . 自由時報. 2021-03-22  [2021-12-07]. （原始内容存档于2021-12-07）.
3. ↑  有關於本節目與【南部開講】已於2021.08.13後結束合作
4. ↑  設計／蔡欣佩, 文／汪彥成 郭凡傑. . 公視新聞網 PNN. 2021-12-13  [2022-03-09]. （原始内容存档于2021-12-18）.
5. ↑  . 公視新聞網 PNN. 2022-03-02. （原始内容存档于2022-03-09）.
6. ↑  陳凱俊. . 鏡周刊. 2022-09-29  [2022-09-30]. （原始内容存档于2022-10-13） （中文（臺灣））.
7. ↑  .   [2017-01-23]. （原始内容存档于2016-11-26）.
8. ↑  .   [2017-01-23]. （原始内容存档于2017-02-02）.
9. ↑  .   [2017-01-28]. （原始内容存档于2017-02-02）.
10. ↑  優質新聞評選活動歷屆得獎作品 2008年12月5日

### 備註
1. ↑  除了公視不定期的捐款廣告以外，節目皆可至55分鐘以上

## 外部連結
- 官方网站
- 有話好說的Facebook專頁
- YouTube上的有話好說頻道

## 電視節目的變遷
| 臺灣 公視主頻 星期一至四 20:00 - 21:00 | 臺灣 公視主頻 星期一至四 20:00 - 21:00   | 臺灣 公視主頻 星期一至四 20:00 - 21:00 |
| -------------------------------------- | ---------------------------------------- | -------------------------------------- |
|                                        | 有話好說 （2008年3月3日－2025年5月29日） |                                        |
| —                                      | 尖鋒對話 （2025年6月30日－至今）         |                                        |

| 臺灣 華視新聞資訊台 星期一至四 20:00 - 21:00    | 臺灣 華視新聞資訊台 星期一至四 20:00 - 21:00 | 臺灣 華視新聞資訊台 星期一至四 20:00 - 21:00 |
| ----------------------------------------------- | -------------------------------------------- | -------------------------------------------- |
|                                                 | 有話好說 （2021年3月22日－2021年8月12日）    |                                              |
| 華視新聞8點檔 （2019年12月10日－2021年3月18日） | 華視整點新聞                                 |                                              |